# Traslado de la capital de Rusia de Petrogrado a Moscú
El traslado de la capital de Rusia de Petrogrado a Moscú ocurrió el 12 de marzo de 1918  y fue el último traslado de capital en la historia de la Rusia moderna. Fue iniciado por el gobierno bolchevique por una serie de razones sociales y geopolíticas, estrechamente entrelazadas entre sí. La transferencia de la capital se realizó sobre la base del "Aviso de traslado a Moscú", que fue firmado el 12 de marzo de 1918 por Vladímir Bonch-Bruyévich y luego confirmado el 30 de diciembre de 1922 por el Primer Congreso de los Sóviets de la Unión Soviética. Así, cuando se formó la Unión Soviética, Moscú se convirtió en la capital del estado soviético y posteriormente, tras su disolución en 1991, en la de Federación de Rusia hasta la fecha.

## Motivos del Traslado
A pesar de que Petrogrado se convirtió en la "cuna de la revolución", fue aquí donde la posibilidad de iniciar un movimiento contrarrevolucionario era alta. De hecho, los bolcheviques tomaron el poder en Petrogrado mucho más fácilmente que en Moscú. En Moscú, hubo feroces batallas entre los partidarios del Gobierno provisional ruso y los bolcheviques durante al menos varios días, en donde murieron más de 200 personas.
Los empleados de las instituciones estatales respondieron a la toma del poder de los bolcheviques con un boicot. La crisis del transporte, que comenzó a mediados de la Primera Guerra Mundial y se agudizó hacia 1917, empeoró. El problema del abastecimiento de alimentos, que fue una de las causas de la Revolución de febrero, en el invierno de 1917-18, amenazó con volver a ocurrir. La ración de pan gratuita garantizada que se entregaba en algunas empresas se redujo a 120 gramos por día. En este contexto, los esfuerzos que hizo Mijaíl Kalinin para mejorar la situación no pudieron evitar posibles reincidencias de la anarquía rampante, ya que sus requisitos previos estaban mucho más allá de su competencia como jefe de la administración civil de la ciudad (en agosto de 1917, Kalinin se convirtió en el vocal de la Duma de la ciudad de Petrogrado, y en noviembre de 1917 la Duma lo eligió alcalde).
El desarrollo de la situación en Petrogrado fue seguido de cerca tanto por representantes oficiales (embajadores y cónsules, corresponsales de los medios) como ilegales e informantes de las potencias extranjeras. Las potencias que intervinieron militarmente en la Guerra Civil contra la Revolución y todos los viejos competidores del Imperio ruso, principalmente Alemania, también buscaron aprovechar esto. A diferencia de Moscú, ubicada en lo profundo de la Rusia continental, Petrogrado era mucho más vulnerable, al ser accesible desde el mar y estar ubicada muy cerca del Báltico.
Tras la concesión definitiva de independencia a Finlandia (aprobada por el Gobierno Provisional y confirmada por Lenin), la nueva frontera estatal con Finlandia pasaba a solamente 35 km de Petrogrado. Las tropas alemanas se acercaron a las ciudades de Pskov y Narva.
La principal preocupación fueron los numerosos desertores (no solamente soldados, sino también oficiales) y todo tipo de refugiados civiles. La categoría más criminógena resultó ser la de los marineros que estaban entre los recién movilizados. Como representantes del ambiente campesino, fueron reclutados la mayoría de ellos, se inclinaron hacia los Social Revolucionarios, sin embargo, la gran mayoría de los marineros no eran partidistas y, además, estaban dispuestos a ponerse del lado no solo de cualquier fuerza política, sino que también surgieron también grupos delictivos, en los que algunos de ellos se embarcaron en el camino del bandidismo y el robo. Hubo disturbios y conspiradores por todas partes. Petrogrado se convirtió en un lugar ideal para todo tipo de espías extranjeros y provocaciones políticas internos. En Moscú, también había mucha delincuencia, pero esta ciudad no era un frente, ni del Ejército ni de la Armada, y por lo tanto, la base social de la delincuencia aquí era predominantemente campesina-comerciante, artesana, y especuladores.

## Ofensiva alemana
En febrero de 1918, las negociaciones entre el gobierno bolchevique y Alemania se habían estancado (véase Tratado de Brest-Litovsk). El 18 de febrero, Alemania lanzó una ofensiva en todo el frente, tomando Dvinsk y, a fines de febrero, Narva. El 24 de febrero, Lenin telegrafió un acuerdo con todas las condiciones de Alemania. El mismo día, las fuerzas del general Hofmann ocuparon Pskov. El 26 de febrero, Lenin emitió una orden secreta para trasladar el gobierno a Moscú.

## Traslado
En ocasiones, se asocia la iniciativa de trasladar la capital a Moscú al  Vladímir Bonch-Bruyévich, aunque en sus memorias actúa únicamente como organizador técnico y coordinador de este evento durante su cargo de encargado de los asuntos del Consejo de Comisarios del Pueblo. Su hermano, el general Mijaíl Bonch-Bruyévich, en ese momento el jefe del Consejo Militar Supremo, desempeñó un papel importante en la realización de este evento. Sin embargo, ninguna de estas u otras personas del gobierno de la Rusia soviética, o incluso Lenin personalmente, pueden pretender ser los iniciadores ya en virtud de la dirección colegiada en ausencia de cualquier autoritarismo entre los bolcheviques en ese momento.
La decisión de trasladar la capital fue tomada por el Consejo de Comisarios del Pueblo el 26 de febrero. En primer lugar, se evacuó la Expedición para la Adquisición de Papeles Estatales, las reservas de oro y las embajadas extranjeras (en particular, la embajada de EE. UU. fue evacuada a Vólogda).
La idea misma de evacuar las oficinas gubernamentales de Petrogrado no fue un invento de los bolcheviques. El gobierno zarista consideró varios proyectos para la llamada "Evacuación" de la capital en 1915-1916 y preveía la evacuación de los refugiados, parte de las agencias gubernamentales y algunas fábricas de defensa. Ninguno de estos proyectos se realizó nunca; la evacuación masiva obviamente estaba más allá de la fuerza de los ferrocarriles, ya sobrecargados con transporte militar.
Mientras tanto, la decisión de trasladar la capital atestiguaba claramente el pragmatismo de los bolcheviques. Sólo unos meses antes, cuando el gobierno provisional de Aleksandr Kérenski, en condiciones similares, comenzó a planificar la "Evacuación" de Petrogrado, los bolcheviques, encabezados por Lev Trotski, el presidente del Sóviet de Petrogrado, criticaron duramente estos planes por demostrar la intención de la "burguesía" para "entregar el San Petersburgo rojo a los alemanes".
Los mencheviques y algunos representantes de la oposición interna del Partido Comunista(b) se centraron demagógicamente en el hecho de que, al transferir el gobierno al Kremlin, los bolcheviques "abandonarían Smolny el principal cuartel general de la revolución. El principal opositor de la transferencia fue el presidente del Soviet de Petrogrado, Zinoviev. Al darse cuenta de que con la transferencia de la capital de Petrogrado, su influencia dentro del partido disminuiría y la de los comunistas de Moscú, Kamenev y otros revolucionarios asociados con Moscú aumentaría, Zinoviev incluso sugirió evacuar no a Moscú, sino a Nizhny o a Nóvgorod. Esta propuesta no fue aceptada. La sugerencia del Consejo de Comisarios del Pueblo a favor de trasladarse específicamente a Moscú, finalmente tomó forma después de un discurso en una reunión el 26 de febrero del jefe militar del Sóviet Militar Revolucionario Bonch-Bruevich (hermano de Bonch Bruevich, jefe de los asuntos del Consejo de Comisarios del Pueblo): el ex general zarista y ahora general bolchevique se pronunció enérgicamente a favor de la evacuación.
Manteniendo el régimen esto como secreto, el 1 de marzo, el Presidium del Comité Ejecutivo Central de toda Rusia anunció que los "rumores" sobre la evacuación de las instituciones gubernamentales carecían de fundamento. Mientras tanto, los preparativos para la evacuación ya habían comenzado. Zinoviev partió hacia Moscú a fines de febrero para preparar la mudanza y regresó recién el 4 de marzo.
Al mismo tiempo, se lanzó la desinformación sobre la supuesta reubicación del gobierno a Nizhny Novgorod. Bonch-Bruyevich informó personalmente esta información errónea a Vikzhel; posteriormente, en los juicios a los Social revolucionarios, apareció información de que los Social Revolución supuestamente planeaban llevar a cabo un ataque terrorista en las rutas de los trenes del Soviet, pero estaban confundidos por informes contradictorios.
El Consejo de Comisarios del Pueblo anunció el traslado del gobierno a Moscú recién el 7 de marzo.
El movimiento causó cierta oposición. Entonces, la Cheka llevó a Moscú no solo su archivo, sino también documentos operativos. En una denuncia contra Dzerzhinsky, iniciada por Zinoviev a través de la Oficina en Petrogrado del Partido Bolchevique, estaba escrito: "Sacó los papeles, sacó a los investigadores y dejó a los acusados". Una semana después de esto, la Cheka formó una comisión especial "para aclarar los casos que deben continuar con la investigación en el Departamento Contrarrevolucionario, y para determinar la composición de los arrestados que deben ser trasladados de Petrogrado a Moscú en estos casos". "
El principal organizador del movimiento fue el Jefe del Consejo de Comisarios del Pueblo Bonch-Bruevich. En sus memorias, admitió que era imposible ocultar por completo el hecho del traslado, y su tarea principal era desviar la atención del equipo con Lenin. Con este fin, en los días de preparación para la evacuación del gobierno, se enviaron varios trenes desde la Estación Nikolaevsky con delegados que también viajaban a Moscú para el Congreso de los Soviets. El presidente del Comité Ejecutivo Central de toda Rusia, Sverdlov, entró desafiante en uno de ellos desde la plataforma, pero luego dejó el automóvil en silencio hacia el otro lado.

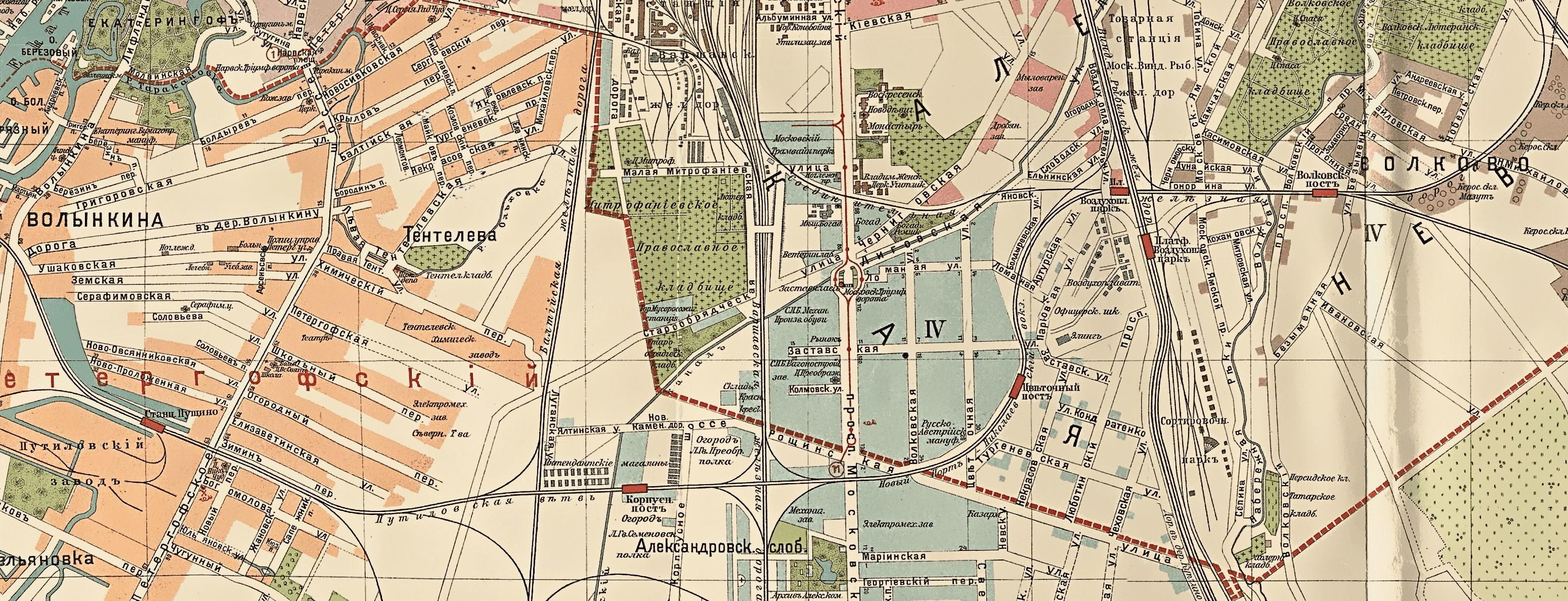
sistema de vías del cruce ferroviario de San Petersburgo en un mapa de 1912

El tren del gobierno, que recibió el N.º 4001, partió el 10 de marzo de 1918, no de la estación, sino del punto de parada "Tsvetochny Post " (ahora " Tsvetochnaya "), una estación de carga fuera de la red de rutas ferroviarias de pasajeros, en la rama de conexión de la estación Nikolaevsky que conduce al nuevo puerto. Geográficamente, este lugar pertenecía a la región Moscú-Narva, unos 750 metros de la avenida Zabalkansky (ahora Moskovsky) .
El movimiento fue pensado en detalle por Bonch-Bruevich. Por razones de seguridad, las luces del compartimiento no estaban encendidas y las ventanas de los automóviles de pasajeros estaban bien cerradasv y con cortinas. Un ramal desde el Puesto de Flores hasta la estación Vitebsky hizo posible, si era necesario, llevar el tren a la línea del ferrocarril Moscú-Vindavo-Rybinsk . Esto no fue necesario, y el tren pasó por debajo del puente, construido para el ferrocarril Tsarskoye Selo, en dirección al puesto de Volkovsky . Conduciendo por el cementerio Volkovsky, donde, casualmente, su madre había sido enterrada un año y medio antes, Lenin y los miembros del gobierno se dirigieron a Moscú.
Un tren especial fue realizado a su vez por 4 locomotoras de vapor courier de la serie C. En particular, en el tramo Bologoye - Tver, el tren condujo C325, y en el tramo Tver- Moscú, C245. Los miembros del Consejo de Comisarios del Pueblo y el Comité Ejecutivo Central de toda Rusia, el Comité Central de los partidos gobernantes   cabalgaron junto con Lenin, custodiados por fusileros letone
Al detenerse en la estación Malaya Vishera, el tren cayó en el campo de visión de marineros armados hostiles, cuyo tren estaba en la vía vecina. Su "tren anarquista" fue desarmado con la ayuda de fusileros letones
El 11 de marzo, el tren especial llegó a Moscú. El 12 de marzo de 1918, Trotski, en nombre del Comité Militar Revolucionario del Petrosoviet, publicó el siguiente mensaje gubernamental en Izvestia del Comité Ejecutivo Central de toda Rusia

... El Consejo de Comisarios del Pueblo y el Comité Ejecutivo Central fueron a Moscú para el Congreso de los Soviets de toda Rusia. Incluso ahora se puede decir con casi total certeza que en este Congreso se decidirá trasladar la capital de Petrogrado a Moscú. Esto es requerido por los intereses de todo el país. Los imperialistas alemanes, que nos han impuesto su paz anexionista, siguen siendo enemigos mortales del poder soviético. Ahora están abriendo una campaña contra la Finlandia revolucionaria. En estas condiciones, es imposible que el Consejo de Comisarios del Pueblo se quede y trabaje en Petrogrado por más tiempo, dentro de una marcha de dos días.

…¡Los ciudadanos! Sin sorpresas y con calma estas circunstancias, comprenderán que con la transferencia de la capital, la seguridad militar de Petrogrado aumenta enormemente. No puede haber ni debe haber lugar para ningún tipo de pánico. Huelga decir que, incluso después de la transferencia temporal de la capital, Petrogrado sigue siendo la primera ciudad de la revolución rusa. Todas las medidas necesarias para su seguridad exterior e interior y la alimentación de su población se están tomando con toda energía. Al Comisariado Revolucionario se le confía la responsabilidad de salvaguardar el poder soviético y el orden revolucionario en Petrogrado. Estamos seguros de que completaran esta tarea...

El 16 de marzo, el traslado de la capital fue finalmente legalizado por el IV Congreso de los Soviets.
El periódico menchevique Novaya Zhizn del 9 de marzo comentaba los hechos de la siguiente manera:

¿Qué es Moscú? - una ciudad provincial con una población de dos millones, viviendo su propia vida, donde miles de recién llegados de Petrogrado vendrán a gobernar no solo Moscú, sino toda Rusia. …

## Consecuencias
Insatisfecho con la pérdida del estatus de capital, Zinoviev inmediatamente después de la medida cambió el nombre del Soviet de Petrogrado a la llamada Comuna Laboral de Petrogrado. Al mismo tiempo, el Comité Ejecutivo del Consejo se transformó en el "Consejo de Comisarios" y sus departamentos, en comisariados.
Ya el 29 de abril, por decisión del Primer Congreso de los Soviets de la Región Norte, la nueva autoridad fue, a su vez, reorganizada en la Unión de Comunas de la Región Norte, que unió seis provincias del Noroeste. El órgano ejecutivo de la Unión de Comunas, al igual que el gobierno central, se denominó "Sovnarkom" 
En la década de 1980, los del ferrocarril, con el fin de salvar la locomotora de vapor C68 de la basura, cambiaron su número a 245 y declararon que era el mismo que traía el tren de letras con el que se trasladó el gobierno a Moscú. En menos de un año, la locomotora fue restaurada .

## Enlaces
- Cómo la ciudad de San Petersburgo dejó de ser la capital del estado ruso